# Michał Massalski

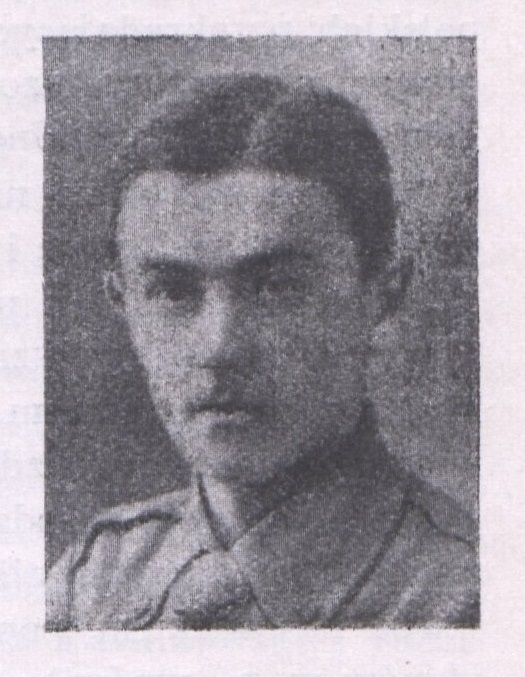
Michał Massalski

Michał Massalski, również Michaś Massalski (zm. 1920 w Smoleńsku) – polski działacz narodowy, drużynowy I drużyny harcerskiej w Witebsku.
Był drużynowym I drużyny harcerskiej im. Księcia Józefa Poniatowskiego w Witebsku. Tamże wraz z Izydorem Leśniewskim, Natalią Leśniewską, Anną Bohdanowiczówną, Witoldem Pawlikowskim, Eugeniuszem Gulczyńskim i innymi harcerzami tworzył placówkę Polskiej Organizacji Wojskowej. Prowadził pracę konspiracyjną i organizował kurierów z wiadomościami o działaniach bolszewików w Witebsku do sztabu Wojska Polskiego. W marcu 1920 został ujęty przez bolszewików i uwięziony w Smoleńsku. Wraz z Izydorem Leśniewskim rozstrzelany przez bolszewików w czerwcu 1920 r.
Odznaczony pośmiertnie Krzyżem Niepodległości.